# 킴 콜린스
킴 콜린스(Kim Collins, 1976년 4월 5일 ~ )는 세인트키츠 네비스의 단거리 육상 선수이로 2003년 세계 100m 챔피언이었다. 1996년부터 2008년까지, 그리고 2016년 5개의 하계 올림픽, 1997년부터 2011년까지 8개의 세계 육상 선수권 대회에 참가하기로 유명하였다.

## 경력
텍사스 기독교 대학교에서 수학하면서 대표한 콜린스는 4개의 올림픽(1996~2008)에 나가 모국을 대표하였다.
1997년 세계 육상 선수권 대회에서 첫 선수권 데뷔를 하여 100m에서 두 번째 라운드에 나가는 데 실패하였다. 빠르게 향상시켜 2000년 시드니 올림픽에서 세인트키츠 네비스의 선수 처음으로 100m 결승전에 나가 7위를 하였다. 이듬해 에드먼턴에서 열린 세계 선수권 대회에서 200m 동메달과 함께 세인트키츠 네비스의 첫 선수권 메달을 획득하였다.
2002년 맨체스터에서 열린 코먼웰스 게임에서 100m 금메달을 획득하고 나서, 도핑이 실증되었다. 그런데 출전 금지 실질은 콜린스가 몇년 간 천식 약물 처리의 하나로 밝혀졌으나 의료적 수행에 언급을 소홀히 하였다. 결국 그는 자신의 타이틀을 지킬 수 있었고 경고와 함께 벗어났다. 그해의 발행된 세인트키츠 네비스의 우표 2장에 자신이 나왔다.
2003년 세계 육상 선수권 대회에서 100m 결승전은 그의 경력 중 가장 큰 우승이 되었다. 모리스 그린이 준결승전에서 탈락하자, 필드는 넓게 열렸다. 가장 가까운 경주에서 톱 4에 든 선수들이 0.02초 안에 완료하면서 콜린스는 우승하여 세인트키츠 네비스의 첫 세계 챔피언이 되었다. 헬싱키에서 열린 2005년 세계 육상 선수권 대회 100m에서 저스틴 게이틀린과 마이클 프레이터에 밀려 3위를 하였다.
2008년 베이징 올림픽 200m 예선에서 4위를 한 콜린스는 결승전 진출에 성공하여 6위를 하였다. 이듬해 베를린에서 열린 세계 육상 선수권 대회에서 100m 준준결승전에 도달하였으나 4위를 하면서 탈락하였다. 그해 9월에 국제 육상으로부터 은퇴를 선언하여 17년간의 육상 경력을 끝냈다.
2011년 육상에 복귀한 콜린스는 대구에서 열린 세계 육상 선수권 대회에서 8번째 참가를 하여 2개의 동메달을 획득하였다. 100m 결승전에서는 우사인 볼트가 퇴장당하면서 3위를 하였고, 400m 릴레이에서는 자격 예선에서 국립 기록 38.47초를 세우고 결승전에서 국립 기록보다 0.02초 밖에 느리지 않으면서 3위를 하였다.